# Charles Sibley
Charles Gald Sibley (7 agosto 1917 – 12 aprile 1998) è stato un ornitologo, biologo molecolare statunitense.
Ebbe una grandissima influenza sulla classificazione scientifica degli uccelli e l'opera iniziata da Sibley ha sostanzialmente mutato la comprensione della storia evolutiva degli uccelli moderni.
La tassonomia di Sibley ha grandemente influenzato le sequenze adottate dalle organizzazioni ornitologiche, in primis la American Ornithologists' Union.
Charles Sibley non aveva legami di parentela con il noto illustratore di uccelli David Sibley.

## Biografia
Sibley conseguì la laurea nel 1940 e il dottorato di ricerca in Zoologia nel 1948 presso l'Università della California - Berkeley. Materie minori dei suoi studi furono Paleontologia e Botanica.
Svolse le prime ricerche in campo in Messico nel 1939 e nel 1941, quindi nelle isole Salomone, nell'arcipelago Bismarck, in Nuova Guinea e nelle Filippine durante la II Guerra Mondiale, mentre era in congedo dalla Marina statunitense, in cui era Ensign to Lieutenant (sottotenente) nei corpi del Servizio Comunicazioni e del Servizio Medico.
Per gran parte della guerra, fu di stanza sull'isola Emirau, in quelle che è ora la Provincia di Nuova Irlanda della Papua Nuova Guinea.
Il suo primo incarico dopo il dottorato di ricerca fu di istruttore in Zoologia e Curatore degli Uccelli presso l'Università del Kansas, negli anni 1948-1949; in seguito, dal 1949 al 1953, fu Assistente di Zoologia allo San Jose State College, in California.
Dal 1953 al 1965 fu Professore associato e quindi Professore di Zoologia e direttore del laboratorio di Ornitologia presso la Cornell University.
Dal 1965 al 1986 fu Professore di Biologia e Professore di Ornitologia (cattedra di William Robertson Coe del Dipartimento di Biologia; inoltre fu Curatore degli Uccelli presso il Peabody Museum of Natural History dell'Università di Yale.
Dal 1986 al 1992, Professore Decano di Scienze e Professore di Biologia presso la San Francisco State University.
Dal 1993 fino alla sua morte, fu Professore emerito di Biologia alla Sonoma State University.
Sibley sviluppò l'interesse nella ibridizzazione del DNA e nelle sue implicazioni negli studi su evoluzione e tassonomia. Al principio degli anni sessanta, iniziò a focalizzarsi su studi molecolari, in particolare sulle proteine del sangue e sull'elettroforesi delle albumine.
Al principio degli anni settanta, Sibley stava effettuando studi pionieristici sull'ibridizzazione DNA-DNA, con lo scopo di scoprire, una volta per tutte, la relazione vera tra gli ordini moderni di uccelli.
La loro classificazione era all'epoca estremamente controversa e i colleghi li ritenevano "qualunque cosa che potesse andare dalla vendita di olio di serpente alla Sacra Scrittura" ("anything from snake-oil salesmanship on the one hand to Holy Writ on the other", Ahlquist, 1999).
Con il passare del tempo e il miglioramento progressivo dei metodi di laboratorio, l'ago della bilancia dell'opinione scientifica si è spostato molto più verso la seconda interpretazione, anche se l'immagine non è assolutamente nitida né semplice.
Alcuni dei risultati di Sibley, come la stretta relazione tra uccelli galliformi e uccelli acquatici e la loro distanza da altri neognati, sono stati verificati.
Altri risultati, come l'inclusione di diversi gruppi all'interno dei Ciconiiformes, erano invece affetti da errori molto grandi.
Per un certo periodo, Sibley si estraniò dai suoi colleghi americani e corrispose in maniera estensiva con colleghi d'oltreoceano.
Ma, dalla metà alla fine degli anni ottanta, gli studi effettuati da Sibley ribaltarono la tendenza.
La sua filogenia rivista degli uccelli viventi alla luce dell'analisi del DNA, pubblicata sotto varie forme dal 1986 al 1993, fu sia controversa sia di grande impatto e influenza.

## Onorificenze
Nel 1986, Sibley fu eletto membro della National Academy of Sciences degli U.S.A.
Nel 1988, Sibley e Jon Edward Ahlquist furono premiati con la Daniel Giraud Elliot Medal dalla National Academy of Sciences.
Fu eletto Presidente dell'International Ornithological Congress nel 1990.

## Opere
La sua pubblicazione più importante, Phylogeny and Classification of Birds (scritta con Ahlquist), e Distribution and Taxonomy of Birds of the World (scritta con Burt Monroe) sono tra le opere più citate di tutta la letteratura scientifica dell'Ornitologia; di queste, la prima presenta la tassonomia degli uccelli di Sibley-Ahlquist, che è stata una pietra miliare nella classificazione degli uccelli.

## Lingua acida
Durante gli anni settanta, Sibley era una figura estremamente controversa nei circoli ornitologici, sia per ragioni professioni sia per ragioni personali.
Il suo amico Richard Schodde, scrivendo l'elogio funebre per Sibley nella rivista Emu, commentava che egli era:
... a rebel with a cause. In argument he would bulldoze through, brooking no contradiction. Critics were baited with an acid tongue, and, in fits of temper, he could be a cruel mimic. In short, lesser mortals were not tolerated easily and, as has been said by others, collegiate friends were few. ... I never found him malicious or vindictive, even against those who had tried to bring him down. Nor was he particularly sophisticated or cultured, just a big, up-front Yank possessed by 'the big picture' in avian phylogeny and convinced of the righteousness of his cause and invincibility of his intellect. (Schodde 2000)
In parte a causa di conflitti di personalità, Sibley ebbe poche collaborazioni di lunga durata con altri scienziati, con l'eccezione notevole di Jon Edward Ahlquist. Comunque, egli fu abile nel persuadere gli altri a fornirgli campioni di sangue, di tessuto e di albume, che erano la chiave del suo lavoro.

## Altri Sibley legati all'Ornitologia
Per quanto si sa, Charles Gald Sibley non ha alcuna relazione familiare nota con il rinomato illustratore di uccelli David Sibley, sebbene le famiglie si conoscessero reciprocamente: una delle figlie di Charles era la babysitter di David e il padre di David, Fred, lavorò per Charles a Yale.
Vi era anche una certa somiglianza tra i due e Charles compì notevoli sforzi nella ricerca genealogica, riuscendo però soltanto a dimostrare che non vi erano relazioni più strette del cugino di quarto grado.